# فرودگاه بین‌المللی سر سیوساگور رامگولام
فرودگاه بین‌المللی سر سیوساگور رامگولام (به انگلیسی: Sir Seewoosagur Ramgoolam International Airport) یک فرودگاه همگانی مسافربری با کد یاتا MRU است که یک باند فرود آسفالت دارد و طول باند آن ۳۳۷۰ متر است. این فرودگاه در کشور موریس قرار دارد و در ارتفاع ۵۷ متری از سطح دریا واقع شده است.

## شرکت‌های هواپیمایی و مقصدهای پروازی
| شرکت‌های هواپیمایی                      | مقصدهای پروازی |
| -------------------------------------- | --- |
| ایر استرال                             | رولاند گرو، پییرفوندز |
| ایر فرانس                              | شارل دوگل پاریس |
| ایر ماداگاسکار                         | ایواتو |
| ایر موریشوس                            | ایواتو، بنگالورو، پکن، کیپ‌تاون، چنگدو شوانگلیو، چنای، ژولیوس نیرر، ایندیرا گاندی، کینگ شاکا، بایون گوآنگجو، هنگ کنگ، اولیور تامبو، کوالالامپور، هیترو لندن، چاتراپاتی شیواجی، جومو کنیاتا، شارل دوگل پاریس، پرث، گائتان دووال، رولاند گرو، پییرفوندز، شانگهای پودنگ، چانگی سنگاپور فصلی: اسخیپول آمستردام (آغاز از ۲۶ مارس ۲۰۱۸), ژنو (آغاز از ۱۸ نوامبر ۲۰۱۷) |
| ایر سیشل                               | سیشل |
| آلیتالیا                               | چارتر فصلی: لئوناردو دا وینچی-فیومیچینو |
| آسترین ایرلاینز                        | فصلی: وین |
| بریتیش ایرویز                          | اولیور تامبو، گاتویک |
| کوندور فلوگدینست                       | فرانکفورت فصلی: مونیخ |
| کورس‌ایر اینترنشنال                     | اورلی |
| ادلوایس ایر                            | فصلی: زوریخ |
| هواپیمایی امارات                       | دوبی |
| یورو وینگز اجرا توسط سان‌اکسپرس دویچلند | کلن بن، مونیخ (آغاز از ۲۱ آوریل ۲۰۱۸) |
| Evelop Airlines                        | فصلی: مادرید-باراخاس چارتر فصلی: پالما د مایورکا (آغاز از ۱۱ اکتبر ۲۰۱۷) |
| کاال‌ام                                 | فصلی: اسخیپول آمستردام (آغاز از ۳۰ اکتبر ۲۰۱۷) |
| لوت پولیش ایرلاینز                     | چارتر فصلی: شوپن ورشو |
| لوفت‌هانزا اجرا توسط لوفت‌هانزا سیتی‌لاین | فصلی: فرانکفورت |
| مریدیانا                               | میلانو مالپنسا، لئوناردو دا وینچی-فیومیچینو |
| هواپیمایی ماهان                        | فصلی: امام خمینی |
| Neos                                   | فصلی: میلانو مالپنسا |
| نوردویند ایرلاینز                      | چارتر: شرمتیوو |
| هواپیمایی سعودی                        | ملک عبدالعزیز (آغاز از ۱۴ سپتامبر ۲۰۱۷), ملک خالد (آغاز از ۱۴ سپتامبر ۲۰۱۷) |
| هواپیمایی آفریقای جنوبی                | اولیور تامبو |
| Thomson Airways                        | گاتویک فصلی: استکهلم-آرلاندا (آغاز از ۲۶ دسامبر ۲۰۱۷) چارتر فصلی: کپنهاگ (آغاز از ۲۱ دسامبر ۲۰۱۷), هلسینکی (آغاز از ۲۸ دسامبر ۲۰۱۷), لولئو (آغاز از ۱۵ مارس ۲۰۱۸) |
| تی‌یوآی ایرلاینز نیدرلندز               | چارتر فصلی: شوپن ورشو |
| ترکیش ایرلاینز                         | آتاترک1 |

Notes

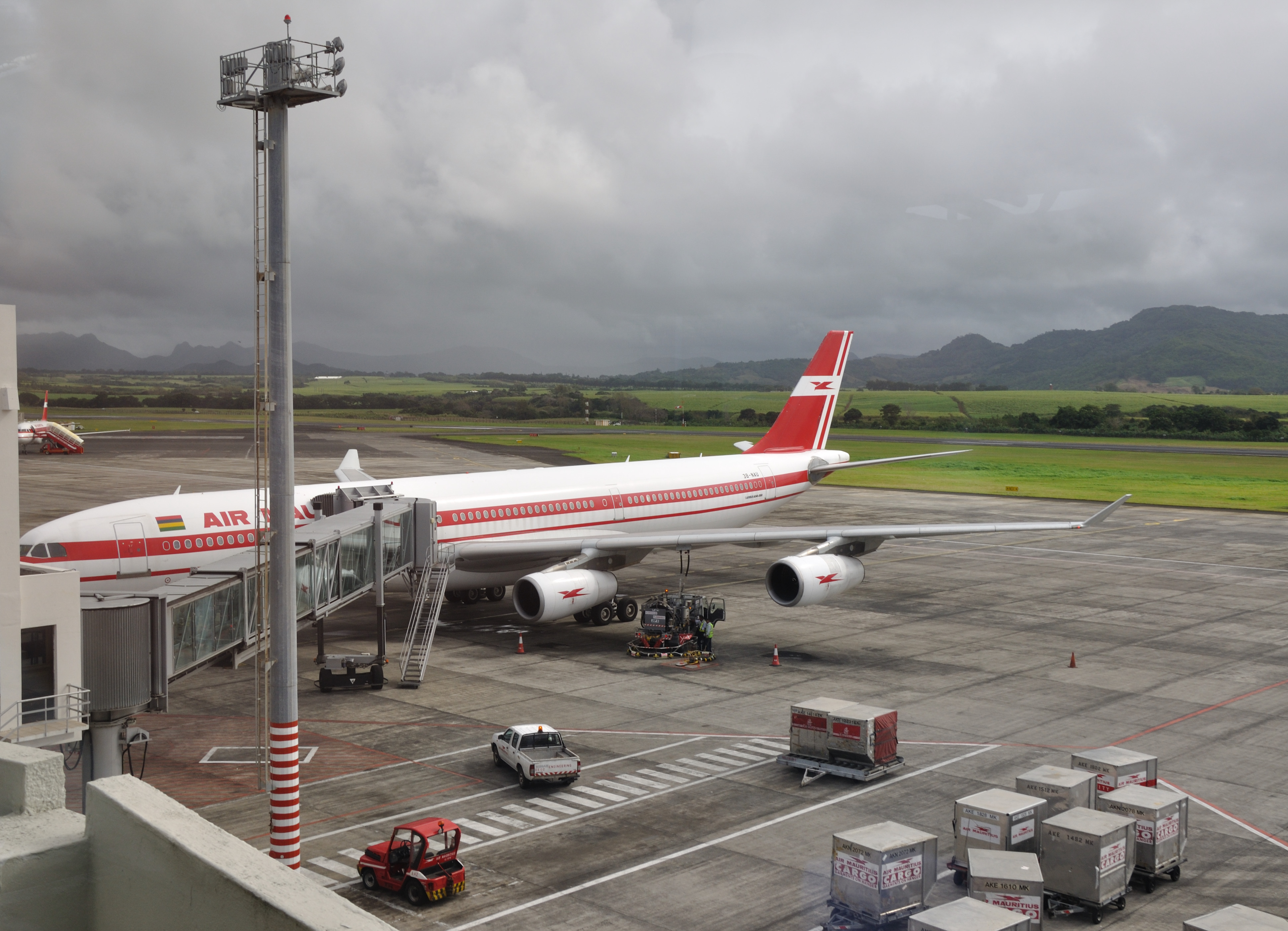
An ایر موریشوس ایرباس ای۳۴۰ at the gate

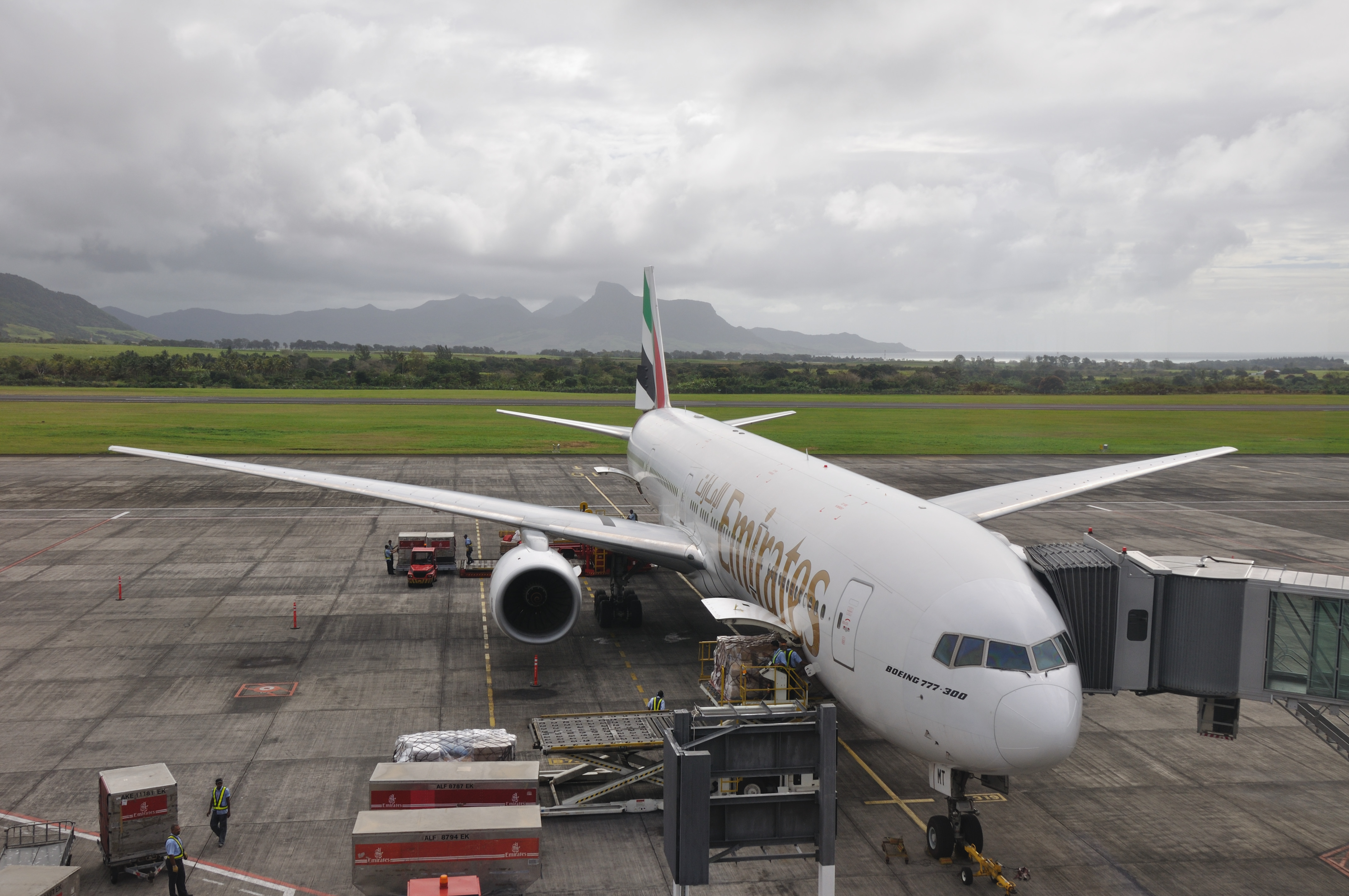
An هواپیمایی امارات بوئینگ ۷۷۷

- ^ : ترکیش ایرلاینز flight from آتاترک to Mauritius continues on to ایواتو. However, Turkish Airlines does not have traffic rights to transport passengers solely between Mauritius and Antananarivo.